# Dumitru Lupescu
Dumitru Lupescu (n. 17 februarie 1950

, Gura Șuții, Dâmbovița, România) este un deputat român, ales în 2016. 